# Glattschweinswal
Der Glattschweinswal (Neophocaena phocaenoides), auch Indischer Schweinswal oder Finnenloser Schweinswal genannt, ist eine Walart aus der Familie der Schweinswale (Phocoenidae), die vom Persischen/Arabischen Golf entlang der Nordküste des Indischen Ozeans bis zur Formosastraße im westlichen Pazifik vorkommt.
Lange Zeit galt die Gattung Neophocaena als monotypisch, doch 2011 wurde die Gattung in die Arten Neophocaena phocaenoides und Neophocaena asiaeorientalis aufgespalten. Letztere hat zwei Unterarten: N. a. asiaeorientalis, die sehr selten im Jangtsekiang vorkommt, und die häufigere Unterart N. a. sunameri aus südkoreanischen und japanischen Gewässern.

## Beschreibung
Der Glattschweinswal bleibt mit einer Länge von lediglich 1,70 Meter kleiner als Neophocaena asiaeorientalis, der eine Maximallänge von etwa 2,20 Meter erreicht. Der Kopf ist klein und durch die Melone deutlich gerundet. Die Schädellänge liegt bei 18 bis 24,5 cm (21 bis 29,5 cm bei N. asiaeorientalis). Die Schnauze ist breit, kurz und zwischen 6,2 und 9,2 cm lang (7,7 bis 9,7 cm bei N. asiaeorientalis). Pro Kieferhälfte zählt man 15 bis 22 Zähne im Oberkiefer und 16 bis 22 im Unterkiefer (16 bis 21 bzw. 15 bis 20 bei N. asiaeorientalis). Beiden Glattschweinswalarten fehlt die Finne, weshalb sie auch Finnenlose Schweinswale genannt werden. Dafür besitzen sie eine mit Tuberkelreihen versehene Zone auf dem Rücken und dahinter einen niedrigen und breiten (4,8 bis 12 cm) fleischigen Grat. Die Anzahl der Tuberkelreihen beträgt 10 bis 17, in Ausnahmefällen können es auch nur neun oder bis zu 25 Reihen sein. Bei N. asiaeorientalis beginnt der Rückengrat vor der Rückenmitte und ist mit einer Maximalhöhe von 5,5 cm relativ hoch. Die Tuberkeln stehen auf dem Grat in einer bis zehn Reihen, die mit Tuberkeln bestandene Zone ist nur 2 bis 12, in Ausnahmefällen auch 24 mm breit.
Ausgewachsene Glattschweinswale sind dunkelgrau, oft fast schwarz, Jungtiere dagegen hellgrau. N. asiaeorientalis ist dagegen cremefarben bis dunkelgrau, meistens mittelgrau gefärbt und hat dunkelgraue, mit zunehmendem Alter heller werdende Jungtiere.